# Sinularia granosa
Sinularia granosa är en korallart som beskrevs av Tixier-Durivault 1970. Sinularia granosa ingår i släktet Sinularia och familjen läderkoraller. Inga underarter finns listade i Catalogue of Life.